# Jannie de Groot
Adriana Elisabeth (Jannie) van Maris-de Groot (Amsterdam, 4 januari 1930 – aldaar, 27 juli 2011) was een Nederlands zwemster, gespecialiseerd in de schoolslag. Ze vertegenwoordigde haar vaderland op de Olympische Zomerspelen 1948 in Londen.

## Biografie
Zij was een dochter van winkelier Daniël de Groot en Diederika Jacoba van Sitteren. Jannie de Groot kwam uit een sportieve familie. Haar tweelingzus Annie (Anna Hermina de Groot) was eveneens zwemster, maar deed ook aan waterpolo, huwde waterpoloër Karel Smits en hun dochter Frasquita Smits werd ook verdienstelijk zwemster (korte baan rond 1970). Broer Daan was bekend wielrenner. Hoewel de tweelingzussen allebei aan zwemmen deden, was Jannie de succesvolste van de twee. Ze beleefde in 1947 haar doorbraak toen ze Nederlands kampioen werd op de 200 meter schoolslag. Vervolgens werd ze afgevaardigd naar de Europese kampioenschappen, waar ze de bronzen medaille won op deze afstand. Nel van Vliet nam hier ook aan deel en werd eerste.
In 1948 moest ze op het NK weer Van Vliet voor zich laten, waar ze lang in de schaduw van stond. Wel mocht ze met Van Vliet en Tonnie Hom mee naar de Olympische Zomerspelen in Londen, waar ze vijfde werd. Na in 1949 weer tweede te zijn geworden, bemachtigde ze in 1950 voor de tweede keer de titel. Op de Europese kampioenschappen won ze nogmaals brons.
Wegens oververmoeidheid moest ze in 1951 een jaar rust houden, ze zou hierna niet meer terugkeren in de sport.
De Groot, zelf dus de helft van een tweeling, was gehuwd en kreeg in 1955 tweelingdochters.
Jannie de Groot overleed op 27 juli 2011 op 81-jarige leeftijd.

## Erelijst
- Nederlands kampioen: 1947, 1950.